# أرييل راميريز
أرييل راميريز (4 سبتمبر 1921 – 18 فبراير 2010) هو ملحن، عازف بيانو ومخرج موسيقي أرجنتيني ويعترب سيد الموسيقى الفولكلورية وأيقونة التلحين في الأرجنتين.
عُرِف أرييل راميريز أصلا بالقداس قُدَاس كريول (بالإسبانية: Misa Criolla) التي أنتجت سنة 1964. جعل له سمعة جيدة في أوروبا وأمريكا اللاتينية. كما كتب أكثر من 300 تأليف موسيقي أثناء حياته المهنية وباع الملايين من الألبومات.

## حياته
ولد أرييل راميريز بسانتا في بالأرجنتين سنة 1921. كان والده مدرسا، وكان يعتقد راميريز أن سيتبع أيضا هذا المجال، ولكن لم تستمر إلا ليومان نظرا بسبب «مشاكل الانضباط». فتابع في الأول التانجو قبل التبديل إلى الفلكلور الأرجنتيني. بدأ دراسته في البيانو في سانتا في، واندمج سريعا مع موسيقى الغاوتشو والكريول في الجبال. أكمل دراساته في قرطبة، حيث التقى بالمغني الفلكلوري وكاتب الأغاني الأرجنتيني أتاهوالبا يوبانكوي.
بناء على اقتراح من يوبانكوي، زار الشمال الشرقي للأرجنتين، ليتعمق في بحثه عن الايقاعات التقليدية في أمريكا الجنوبية. قضى وقته في مندوزا وبوينس آيرس. وفي الوقت نفسه واصل دراساته الأكاديمية كملحن في المعهد الوطني للموسيقى في بوينس آيرس. في 1946، قدم أول تسجيل له، مع هيئة الإذاعة الأمريكية (RCA). قدم 20 تسجيلا مع RCA حتى 1956. بلاثيدو دومينغو، خوسيه كاريراس ومرسيدس سوسا هم بعض الفنانين الذين سجلوا مع راميريز.
سافر راميريز إلى مدريد، روما وفيينا لدراسة الموسيقى التقليدية منذ 1950 إلى 1954. ورجع إلى الأرجنتين وجمع أكثر من 400 فلكلور وأغاني وأسس شركة الفلكلور أرييل راميريز.
تزوج أرييل راميريز بعالمة الموسيقة نورما إينيس سويو دي راميريز، وله ابنتين، ماريانا ولورا، وابن، فاكوندو. (ذكرت صحيفة واشنطن بوست أن له ابنين وليس واحد).

## المؤلفات الموسيقية
- 1964: قُدَاس كريول (بالإسبانية: Misa Criolla)[11]
- 1969: ألفونسينا والبحر (بالإسبانية: Alfonsina y el Mar)
- 1972: كنتاتا سودأمريكانا (بالإسبانية: Cantata Sudamericana)
- 1981: كتلة من أجل السلام والعدالة (بالإسبانية: Misa por la paz y la justicia)